# Io come donna
Io come donna è un album del 1989 di Orietta Berti.

## Il disco
L'album segna ancora la collaborazione tra Orietta Berti e Umberto Balsamo che, con l'aiuto del paroliere Lorenzo Raggi, crea un album su misura per lei.
La canzone Tarantelle presenta tra gli autori del testo una firma illustre come Mino Reitano ed era, nelle intenzioni della cantante, un pezzo che avrebbe dovuto partecipare al Festival di Sanremo di quell'anno ma che non superò le selezioni per via di un testo troppo critico ed esplicito nei confronti della corruzione politica.
I brani Quando cammini tu e Parla con me sono estratti dal disco precedente Futuro.

## Tracce
Testi di Lorenzo Raggi e Umberto Balsamo (tranne ove indicato diversamente), musiche di Umberto Balsamo.
1. Io come donna
2. Ringrazio iddio
3. Al buio si sta bene
4. Non ti lascerò
5. Attimi di musica
6. Tarantelle (testo: Lorenzo Raggi, Mino Reitano – musica: Umberto Balsamo)
7. Io vivevo così
8. Parla con me – Cantata in duetto con Umberto Balsamo, canzone estratta dal disco precedente Futuro.
9. Quando cammini tu – Canzone estratta dal disco precedente Futuro.
10. Com'è difficile – Cantata in duetto con Umberto Balsamo